# F-공간
함수해석학에서 F-공간은 다음을 만족하는 실수 또는 복소수가 같이 있는 거리 함수d : V × V → R을 가지는 벡터 공간 V이다
1. V에서 스칼라곱은 d와 R이나 C의 표준 거리 함수에 대해서 연속이다.
2. V에서 덧셈은 d에 대해서 연속이다.
3. 거리 함수는 평행이동 불변이다; 즉, V의 모든 x, y 그리고 a에 대해서 d(x + a, y + a) = d(x, y)이 성립한다.
4. 거리공간 (V, d)는 완비적이다.

연산 x ↦ ||x|| := d(0,x)는 F-노름이라고 불린다, 그렇지만 일반적으로 F-노름은 완비일 필요는 없다. 평행이동 불변성에 의해서, 거리 함수는 F-노름에서 복원 가능하다. 따라서, 실 또는 복소 F-공간은 동등하게 F-노름을 가지는 실 또는 복소 벡터 공간이다.
몇몇의 저자는 이 공간을 프레셰 공간이라고 부르지만, 보통 이 용어는 국소 볼록 F-공간에 대해서 반대이다. 거리 함수는 F-공간의 구조의 일부일 필요가 있을수 도 있고 없을 수도 있다; 많은 저자는 이런 공간이 위의 속성을 만족시키는 방법으로 거리화 가능 할 것을 필요로 한다.

## 예시
모든 바나흐 공간과 프레셰 공간은 F-공간이다. 특히, 바나흐 공간은 추가 조건 d(αx, 0) = |α|⋅d(x, 0)을 만족하는 F-공간이다.
p ≥ 0일 때, Lp 공간은 F-공간이고 p ≥ 1일 때는 국소 볼록이기 때문에 프레셰 공간이고 심지어는 바나흐 공간이다.

### 예시 1
{\displaystyle \scriptstyle L^{\frac {1}{2}}[0,\,1]}은 F-공간이다. 이것은 연속 반노름과 연속 선형 범함수를 인정하지 않는다 — 이것은 자명한 쌍대 공간을 가진다.

### 예시 2
{\displaystyle \scriptstyle W_{p}(\mathbb {D} )}를 모든 복소수 값을 가지는 다음의 테일러 급수의 공간이라고 두자:
{\displaystyle f(z)=\sum _{n\geq 0}a_{n}z^{n}}
이것은 단위 디스크 {\displaystyle \scriptstyle \mathbb {D} }에서 다음을 만족한다:
{\displaystyle \sum _{n}|a_{n}|^{p}<\infty }
그리고 (0 < p < 1일 때) {\displaystyle \scriptstyle W_{p}(\mathbb {D} )}는 p-노름을 가지는 F-공간이다:
{\displaystyle \|f\|_{p}=\sum _{n}|a_{n}|^{p}\qquad (0<p<1)}
사실, {\displaystyle \scriptstyle W_{p}}은 준-바나흐 대수이다. 게다가, {\displaystyle \scriptstyle |\zeta |\;\leq \;1}를 가지는 모든 {\displaystyle \scriptstyle \zeta }에 대해, 맵핑 {\displaystyle \scriptstyle f\,\mapsto \,f(\zeta )}은 {\displaystyle \scriptstyle W_{p}(\mathbb {D} )}에서 유계 선형(곰셈의 범함수)이다.

## 같이 보기
K-공간 (함수해석학)